# Route 315 (Nouveau-Brunswick)
Pour les articles homonymes, voir Route 315.
La route 315 est une route locale du Nouveau-Brunswick située dans le nord-est de la province, au nord-ouest de Bathurst, longue de 20 kilomètres. Elle est une route pavée durant tout son parcours.

## Tracé
La 315 débute au nord-ouest du centre-ville de Bathurst, la cinquième plus grande ville de la province, sur la promenade Vanier, la route 180. Elle commence par traverser le nord de la ville, puis elle croise la route 11 et bifurque vers le nord à Sainte-Anne, pour devenir parallèle à la route 11 et la route 322. Elle suit alors de très près le tracé de la 11, puis elle bifurque vers l'est à LaPlante, pour croiser la route 11 à nouveau et terminer sa course 4 kilomètres plus loin, à Petit-Rocher, sur la route 134. 

## Intersections principales
| Route 315       |              |    |                                                          |                                               |
| Comté           | Location     | km | Intersection/Destinations                                | Notes                                         |
| Gloucester      | Bathurst     | 0  | R-180 (Boul. Vanier), Bathurst centre, Saint-Quentin     | Début de la 315                               |
| Gloucester      | Bathurst     | 1  | R-11, Bathurst, Campbellton                              | Sortie 311 de la 11                           |
| Gloucester      | Sainte-Anne  | 2  | R-322 nord, Robertville                                  | La 315 bifurque vers le nord à l'intersection |
| Gloucester      | Nigadoo      | 11 | R-322 sud, rue du Moulin, Robertville, Nigadoo centre    | Vers la sortie 318 de la 11                   |
| Gloucester      | LaPlante     | 16 | R-11, Bathurst, Campbellton                              | Sortie 326 de la 11                           |
| Gloucester      | Petit-Rocher | 20 | R-134 (rue Principale), Pointe-Verte, Belledune, Nigadoo | Fin de la 315                                 |
| Bleu: Échangeur |              |    |                                                          |                                               |